# Lijst van oorlogsmonumenten in Oude IJsselstreek
De Nederlandse gemeente Oude IJsselstreek heeft 20 oorlogsmonumenten. Hieronder een overzicht.
| Nr.  | Object                                           | Herdachte groep | Ontwerper                                                   | Onthulling       | Type            | Locatie                                          | Plaats                          | Coördinaten                   | Foto                                     |
| ---- | ------------------------------------------------ | --- | ----------------------------------------------------------- | ---------------- | --------------- | ------------------------------------------------ | ------------------------------- | ----------------------------- | ---------------------------------------- |
| 105  | Plaquette op de St.-Petrus en Pauluskerk         | militairen in dienst van het Ned. Kon. na 1945 |                                                             |                  | plaquette       | Kennedyplein, 7071 BT                            | Ulft                            | 51° 53' 30" NB, 6° 23' 1" OL  | Plaquette op de St.-Petrus en Pauluskerk |
| 1988 | Monument in het Kamnikplantsoen                  | algemeen, militairen in dienst van het Ned. Kon. na 1945, militairen in dienst van het Ned. Kon. 1940-1945, burgerslachtoffers, burgers voormalig Nederlands-Indië, vervolgden Nederland, verzet Nederland | Frater Henri Boelaars                                       | 2 oktober 1971   | beeld/sculptuur | Kerkstraat to 9, 7071 WZ                         | Ulft                            | 51° 53' 29" NB, 6° 23' 1" OL  | Meer afbeeldingen                        |
| 1994 | Plaquette aan het treinstation                   | burgerslachtoffers | Ir. H.G.J. Schelling (ontwerp), H.J. Winkelman (uitvoering) |                  | plaquette       | Stationsweg 25, 7061 CT                          | Terborg                         | 51° 55' 18" NB, 6° 21' 55" OL | Meer afbeeldingen                        |
| 1995 | Joods monument                                   | vervolgden Nederland |                                                             |                  | gedenksteen     | Silvoldseweg 66, 7061 DS                         | Terborg                         | 51° 55' 4" NB, 6° 22' 22" OL  | Meer afbeeldingen                        |
| 1996 | Oorlogsmonument                                  | burgerslachtoffers | A.W.N. Giesen (ontwerp), Albert Meertens (uitvoering)       | 4 mei 1948       | zuil            | St. Jorisplein, 7061 DK                          | Terborg                         | 51° 55' 10" NB, 6° 21' 47" OL | Meer afbeeldingen                        |
| 1997 | Monument aan de Doctor Dreesstraat               | verzet Nederland | W.M.A. van de Kemp                                          | 30 april 1965    | beeld/sculptuur | Doctor Dreesstraat to 32                         | Silvolde                        | 51° 54' 47" NB, 6° 23' 2" OL  | Meer afbeeldingen                        |
| 1998 | Monument in het gemeentehuis                     | overig |                                                             |                  | reliëf          | Kerkplein 7, 7051 CX                             | Varsseveld                      | 51° 56' 37" NB, 6° 27' 50" OL |                                          |
| 1999 | Gedenkramen in het gemeentehuis                  | verzet Nederland | Jan Evers                                                   | 8 oktober 1949   | glas-in-lood    | Kerkplein 7, 7051 CX                             | Varsseveld                      | 51° 56' 37" NB, 6° 27' 50" OL |                                          |
| 2000 | Bevrijdingsmonument                              | algemeen |                                                             | 27 augustus 1945 | zuil            | Kerkplein 7, 7051 CX                             | Varsseveld                      | 51° 56' 37" NB, 6° 27' 51" OL | Bevrijdingsmonument                      |
| 2001 | Monument voor de Dames Jolink                    | verzet Nederland |                                                             |                  | plaquette       | Dames Jolinkweg 13, 7051 DG                      | Varsseveld                      | 51° 56' 33" NB, 6° 27' 53" OL | Monument voor de Dames Jolink            |
| 2002 | Verzetsmonument                                  | verzet Nederland | Ir. A.W. Helmink                                            | 4 mei 1946       | gedenkbank      | Rademakersbroek 92, 7051 HC                      | Varsseveld                      | 51° 56' 3" NB, 6° 29' 45" OL  | Meer afbeeldingen                        |
| 2004 | Oorlogsmonument                                  | militairen in dienst van het Ned. Kon. na 1945, militairen in dienst van het Ned. Kon. 1940-1945, verzet Nederland                                                                                         | Nicolaas van der Kreek (31-01-1896)                         | 4 mei 1949       | beeld/sculptuur | Prinses Irenestraat 3, 7051 AW                   | Varsseveld                      | 51° 56' 33" NB, 6° 27' 31" OL | Meer afbeeldingen                        |
| 2655 | Monument aan de Ds. Van Dorpstraat               | Burgerslachtoffers, overig | G. Nuijen                                                   | 3 juli 1954      | plaquette       | Ds. Van Dorpstraat 1, 7081 BD                    | Gendringen                      | 51° 52' 22" NB, 6° 22' 42" OL |                                          |
| 2706 | Bevrijdingsmonument                              | algemeen |                                                             |                  | overig          | Dorpsstraat/Oudekerkstraat, 7075 AD              | Etten                           | 51° 54' 56" NB, 6° 20' 27" OL | Meer afbeeldingen                        |
| 2748 | Monument in de Sint Martinuskerk                 | algemeen |                                                             |                  | overig          | Dorpsstraat 19, 7075 AC                          | Etten                           | 51° 54' 59" NB, 6° 20' 20" OL |                                          |
|      | Herdenkingsmunument Crash Stirling 26 maart 1942 | bemanningsleden bommenwerper | Toon Helmes                                                 | 26 maart 2017    | overig          | Tappenweg, 7075 DT                               | Etten                           | 51° 54' 30" NB, 6° 20' 0" OL  | Meer afbeeldingen                        |
| 3479 | Monument voor werkkamp Rees                      | burgerslachtoffers | Piet Sluiter                                                | 28 februari 2010 | beeld/sculptuur | Pastoor Geerdink-Johanninkweg 6, 7078 AX         | Megchelen                       | 51° 50' 22" NB, 6° 23' 32" OL | Monument voor werkkamp Rees              |
|      | Vrijheidsbank                                    | algemeen | Emeke Buitelaar                                             | 28 maart 2015    | zitbank         | hoek Netterdensestraat/Revenseweg                | Netterden                       | 51° 51' 31" NB, 6° 18' 54" OL | Meer afbeeldingen                        |
|      | Monument Gesneuvelde Canadese Soldaten           | Canadese militairen |                                                             | 28 maart 2015    | plaquette       | hoek Netterdensestraat/Revenseweg                | Netterden                       | 51° 51' 31" NB, 6° 18' 54" OL | Meer afbeeldingen                        |
|      | Kochbunker                                       | dwangarbeiders |                                                             | 28 maart 2015    | bunker          | hoek Netterdensestraat/Revenseweg                | Netterden                       | 51° 51' 31" NB, 6° 18' 54" OL | Meer afbeeldingen                        |
|      | Stolpersteine                                    | vervolgden Nederland | Gunter Demnig                                               |                  | reliëf          | Zie Lijst van Stolpersteine in Oude IJsselstreek | Terborg, Varsseveld, Westendorp |                               |                                          |

Aalten ·
Apeldoorn ·
Arnhem ·
Barneveld ·
Berg en Dal ·
Berkelland ·
Beuningen ·
Bronckhorst ·
Brummen ·
Buren ·
Culemborg ·
Doesburg ·
Doetinchem ·
Druten ·
Duiven ·
Ede ·
Elburg ·
Epe ·
Ermelo ·
Harderwijk ·
Hattem ·
Heerde ·
Heumen ·
Lingewaard ·
Lochem ·
Maasdriel ·
Montferland ·
Neder-Betuwe ·
Nijkerk ·
Nijmegen ·
Nunspeet ·
Oldebroek ·
Oost Gelre ·
Oude IJsselstreek ·
Overbetuwe ·
Putten ·
Renkum ·
Rheden ·
Rozendaal ·
Scherpenzeel ·
Tiel ·
Voorst ·
Wageningen ·
West Betuwe ·
West Maas en Waal ·
Westervoort ·
Wijchen ·
Winterswijk ·
Zaltbommel ·
Zevenaar ·
Zutphen